# Pierre Choderlos de Laclos
Pierre Ambroise François Choderlos de Laclos (fr: pjɛʁ ɑ̃brwaːz fʁɑ̃.swɑ ʃɔdɛʁlo də laklo), francoski pisatelj, uradnik in general, * 18. oktober 1741, Amiens, Francija, † 5. september 1803, Taranto, Italija. Ustvarjal je na prelomu razsvetljenstva in romantike. Najbolj poznan je njegov roman Nevarna razmerja (Les Liaisons dangereuses) iz 1782. 

## Življenje
Laclos se je rodil leta 1741 v Amiensu v bogati meščanski družini. Šolal se je na vojaški akademiji in postal častnik v vojaški vojski. Bil je prostozidar, štejejo ga tudi za izumitelja topovske granate. Leta 1779 je dobil idejo za roman Nevarna razmerja, zaprosil za šestmesečni dopust iz vojske in dokončal roman. Škandal, ki ga je sprožil izid romana, je bil povod za odpust iz vojske. Laclos je takrat začel politično kariero, postal je tajnik in svetovalec Filipa Orleanskega, očeta poznejšega francoskega kralja Ludvika Filipa I. Med revolucijo sta se oba pridružila jakobincem, vendar je Filip končal pod giljotino, Laclos pa v zaporu. Pozneje se je pridružil Napoleonovi vojski, dobil čin generala. Umrl je med vojskovanjem v Italiji, verjetno zaradi griže.

## Nevarna razmerja
Gre za pisemski roman, Laclos se je po eni strani zgledoval po Rousseaujevi Juliji, katere junaki so izrazito čisti, moralni in dobri, po drugi strani mu je bilo za zgled povsem nasprotno razmišljanje De Sada. Podati je hotel čim bolj večplastno sliko stanja v francoski plemiški družbi pred revolucijo. Glavna junaka zgodbe sta markiza de Merteuil in vikomt de Valmont, sicer nekdanja ljubimca. Oba živita po načelih libertinstva, brez upoštevanja krščanskih moralnih zakonov. Vikomt de Valmont se trudi zapeljati poročeno, krepostno in nedostopno Madame de Tourvel, ki živi pri njegovi teti, ker je njen mož službeno odsoten. Istočasno se Markiza de Merteuil trudi pokvariti mlado Cécile de Volanges, ki je zaročena z markizinim bivšim ljubimcem. Prav ta ljubimec je Markizo  zapustil z odločitvijo, da se hoče moralno poboljšati, za Markizo pa je to bilo ponižanje. Poskrbi, da se Cécile zaljubi v drugega moškega z imenom Danceny, Markiza in Vikomt pa se pretvarjata, da to skrivno razmerje podpirata. Markiza predalaga vikomtu, naj zapelje Cécile in se tako maščuje njenemu bivšemu ljubimcu. Vikomt to zavrne kot prelahko nalogo in se še naprej posveča zapeljevanju Madame de Tourvel. Markiza obljubi vikomtu, da bo z njim preživela noč, če prinese dokaz, da je spal z Madame de Tourvel. Vmes ugotovi, da je Cécilina mama pisala Madame de Tourvel o njegovem slabem ugledu, maščuje se tako, da zapelje Cécile, Markiza pa si za ljubimca vzame Dancenyja. Med osvajanjem se vikomt resnično zaljubi v Madame de Tourvel. Ljubosumna Markiza ga pretenta, da jo zapusti, Vikomt pa ji razkrije, da je uredil, da se Danceny in Cécile spet povežeta. Jezna Markiza razkrije Dancenyju, da je vikomt zapeljal Cécile. Danceny in Vikomt se zaradi tega dvobojujeta in vikomt je smrtno ranjen. Pred smrtjo izroči Dancenyju pisma, ki dokazujejo, da Cécile ni bila povsem naivna zapeljanka, kar uniči njen ugled. Umakne se na deželo, kjer zboli za kozami, ki ji iznakazijo obraz. V spletu obžalovanja in krivde zboli in umre tudi nedolžna Madame de Tourvel. Onečaščena Cécile se vrne v samostan. Zgodbo romana vodijo pisma med markizo in vikomtom, pisma njunih "žrtev" in ostalih dodajajo zgodbi globino. 

## Odmev Nevarnih  razmerij
Ob izidu je roman v Franciji povzročil velik škandal, saj je je bilo prvič na ekspliciten način orisana pokvarjenost plemstva. Bralci so ves čas ugibali, katere ljudi v resničnem življenju  predstavljajo junaki. Literarna javnost romana ni cenila, očitala mu je neizvirnost. Kritiki so Laclosu očitali, da sploh ne pozna pariškega plemstva, da je preveč pod vplivom klasicistične dramatike (konkretno naj bi v njegovem romanu nastopali "Racinovi junaki, zaprti v palačo"), nelogičnost dejanj njegovih junakov in da kopira Richardsona in Rousseauja. Pomen Laclosa je spoznal šele Stendhal, ki je hvalil njegov slog, vsebino in psihološko prepričljivost njegovih romanov. S sodobnega stališča je roman za literarno zgodovino zanimiv zaradi svojega dvojnega uvoda, slogovne večplastnosti (polifonija), metaliterarnosti. Slogovna večplastnost se kaže predvsem v slogovnih razlikah med dopisovalci, njihov slog izdaja njihov značaj, karakter in izobrazbo (markiza in vikomt bereta in v pismih citirata sodobno literaturo, npr. Rousseauja, Madame Tournel pa klasično, npr. Racina). Laclos ponuja realno, kompleksno podobo svojega stoletja, tj. stoletja razsvetljenstva, ki je mnogo razmišljalo tudi o človekovi temni plati in nemoralnosti. Nevarna razmerja so bila tudi izhodišče za pomembno literarno razpravo 20. stoletja, Tzvetan Todorov, bolgarsko-francoski literarni teoretik, je na podlagi zgodbe oblikoval teorijo pripovedi z naslovom Littérature et signification (fr. Literatura in pomen).

## O vzgoji deklet
V privatnem življenju je Laclos veljal za vzornega očeta dveh hčera, razmišljal in pisal pa je tudi o ženski izobrazbi na splošno, kar je bila aktualna tema v njegovem času. Leta 1783 je izdal delo, sestavljeno iz dveh traktatov, z naslovom O ženskah in njihovi izobrazbi. V prvem, ki ga je pisal še kot še nestarš, ironično razpravlja o vzgoji žensk, v drugem pa poudari, da bi bilo treba deklice šolati povsem enako kot fante, jih učiti "moške" predmete, kot so zgodovina, matematika ali zemljepis. Ponekod ga označujejo celo kot feminističnega avtorja, kar utemeljujejo z vsebino Nevarnih razmerij. Markiza de Merteuil nekje zapiše, da je, če je hotela preživeti v svetu moških, morala biti dvakrat pametnejša. Tudi sicer je markiza inteligentnejša in spretnejša v uporabi jezika kot vikomt. Na primeru Cécile so pokazane slabe posledice samostanske (tradicionalne dekliške) vzgoje. 

## Dela
- Ernestine (1777, komična opera)
- Les Liaisons dangereuses (1782, Nevarna razmerja)
- Des Femmes et de leur éducation (1783, O ženskah in njihovi izobrazbi)
- Instructions aux assemblées de bailliage (1789)
- Journal des amis de la Constitution (1790–1791, Časopis prijateljev ustave)
- De la guerre et de la paix (1795, O vojni in miru)

## Laclos in Slovenci
Roman Nevarna razmerja je v slovenščino prevedla Radojka Vrančič leta 1963. 1978 je izšel pod enakim naslovom pisemski roman Jožeta Javorška o aktualni slovenski kulturni sceni in vzbudil polemične odzive ter ponatise, 2001 pa knjiga Bojana Požara Nevarna razmerja slečene Slovenije na temo slovenske estrade. Na Laclosa namiguje tudi naslov pisemskega romana Navadna razmerja (1889) Petra Kolška in Brine Švigelj.